# Hyposada carneotincta
Hyposada carneotincta är en fjärilsart som beskrevs av George Francis Hampson 1918. Hyposada carneotincta ingår i släktet Hyposada och familjen nattflyn. Inga underarter finns listade i Catalogue of Life.